# Gary Neville
Gary Alexander Neville (Bury, 18 febbraio 1975) è un dirigente sportivo, allenatore di calcio ed ex calciatore inglese, di ruolo difensore, co-proprietario del Salford City.
Ha iniziato la sua carriera al Manchester Utd come difensore centrale, per poi essere utilizzato come terzino destro dall'allenatore dei Red Devils, Sir Alex Ferguson. Ha fatto il suo debutto con la nazionale inglese nel 1995, restando per oltre dieci anni tra i giocatori titolari della squadra.

## Biografia
Ha un fratello minore di nome Phil, anch'egli ex calciatore professionista e suo collaboratore tecnico al Valencia. I due hanno giocato insieme al Manchester Utd dal 1995 al 2005.

## Carriera

### Giocatore

#### Club
Gary Neville fa il suo debutto ancora minorenne nel Manchester United, club in cui ha militato nelle giovanili e suo unico in carriera professionistica, nel 1992 contro il Torpedo Mosca in Coppa UEFA. Neville si dimostra subito un ottimo giocatore, entrando di diritto nella generazione di campioni mancuniani degli anni novanta, i cosiddetti Fergie's Fledglings, del quale facevano parte anche Paul Scholes, Ryan Giggs, David Beckham, Nicky Butt e suo fratello Phil Neville.
Nel 1994 diviene un titolare fisso della squadra e nel 2004 firma un contratto che lo lega a vita nel club di Manchester. Nel 2005 diventa il nuovo capitano mancuniano, succedendo a Roy Keane.
Nel gennaio 2006 una sua esultanza creò una brutta controversia tra i tifosi del Manchester Utd e quelli del Liverpool, storica avversaria dei Red Devils: dopo un gol di Rio Ferdinand, Neville andò a festeggiare sotto il settore dei tifosi reds presenti all'Old Trafford; ciò scatenò le veementi critiche di Jamie Carragher, il quale le espresse attraverso i media, e la Football Association multò Gary Neville con un'ammenda di 5 000 sterline.
Nel marzo 2007, durante un incontro contro il Bolton Wanderers, ha subito un grave infortunio alla caviglia che lo ha tenuto lontano dai campi di gioco per oltre un anno. Ha infatti compiuto il suo debutto stagionale il 9 aprile 2008, entrando nel secondo tempo nel match di ritorno dei quarti di finale della Champions League che ha visto i Red Devils superare per 1 a 0 la Roma.
Il 2 febbraio 2011 Gary ufficializza il ritiro: dopo che aveva già manifestato l'intenzione di chiudere con l'agonismo a fine stagione, decide di anticipare la decisione dopo esser stato per 19 anni una bandiera dello United ed essere stato considerato uno dei terzini più forti della sua generazione. Il successivo 24 maggio gioca la sua ultima partita con la maglia dei mancuniani, organizzando un'amichevole d'addio contro la Juventus.

#### Nazionale
Gary Neville debuttò con la nazionale maggiore inglese nel 1995, quando Terry Venables lo fece esordire nell'amichevole contro il Giappone. Diventò in seguito l'unico terzino destro della sua nazione a giocare per cinque differenti commissari tecnici. Nel 2006 fu l'unico giocatore ultratrentenne a essere convocato da Steve McClaren dopo Germania 2006.
A partire da marzo 2007, dopo l'infortunio di Neville, il suo sostituto in nazionale fu il giovane Micah Richards. Nel 1996 Neville fu il giocatore più giovane a partecipare al campionato d'Europa 1996: giocò tutte le partite tranne la semifinale a causa di una squalifica. Prese parte anche al campionato del mondo 1998 e al campionato d'Europa 2000. Saltò invece per infortunio il campionato del mondo 2002, mentre prese regolarmente parte al campionato d'Europa 2004 e al campionato mondiale del 2006, quest'ultimo nonostante un brutto infortunio che lo tenne fuori fino a marzo.
Nel mondiale tedesco, Neville raggiunge un importante record. Nei quarti di finale contro il Portogallo, Gary raggiunse quota 81 presenze eguagliando il grande Gary Lineker. In quel match Gary Neville fu anche costretto a lasciare il campo a fine primo tempo per infortunio, con John Terry impiegato per tutto il resto del match nel ruolo di terzino destro. Dopo la disfatta contro il Portogallo Neville decise di proseguire la sua avventura con la nazionale. Fu anche tra i tre candidati per la fascia di capitano assieme a Steven Gerrard e John Terry, con la fascia che alla fine andò a quest'ultimo.
L'11 ottobre 2006, nelle qualificazioni al campionato d'Europa 2008, Gary Neville causò un auto-goal, il secondo della sua carriera. Il 7 febbraio 2007, nell'amichevole contro la Spagna, collezionò la sua 85ª presenza con la nazionale, eguagliando il record di Kenny Sansom. Tale record Neville lo avrebbe potuto superare nelle gare successive contro Andorra e Israele, ma un brutto infortunio lo tenne fuori dai campi per diversi mesi, fino alla primavera 2008.

### Allenatore
Il 14 maggio 2012 entra nello staff dell'Inghilterra insieme a Ray Lewington e Ray Clemence tramite il nuovo ct Roy Hodgson.
Il 2 dicembre 2015 viene ingaggiato come nuovo allenatore del Valencia. Il 30 marzo 2016, dopo quattro mesi dal suo arrivo sulla panchina spagnola e di fronte a risultati non soddisfacenti, annuncia la risoluzione del suo contratto.

### Dirigente
Nel 2014, lui insieme agli altri ex giocatori del Manchester United, Nicky Butt, Paul Scholes, Ryan Giggs e Phil Neville hanno formato una cordata per l'acquisto del Salford City, con il debutto della nuova proprietà a partire dalla stagione 2014-2015.

### Dopo il ritiro
In occasione del Mondiale del 2022 è uno degli opinionisti di beIN Sports. Dal 2023 è opinionista su Sky Sports.

## Statistiche

### Presenze e reti nei club
| Stagione        | Squadra         | Campionato      | Campionato | Campionato | Coppe nazionali | Coppe nazionali | Coppe nazionali | Coppe continentali | Coppe continentali | Coppe continentali | Altre coppe    | Altre coppe | Altre coppe | Totale | Totale |
| Stagione        | Squadra         | Comp            | Pres       | Reti       | Comp            | Pres            | Reti            | Comp               | Pres               | Reti               | Comp           | Pres        | Reti        | Pres   | Reti   |
| --------------- | --------------- | --------------- | ---------- | ---------- | --------------- | --------------- | --------------- | ------------------ | ------------------ | ------------------ | -------------- | ----------- | ----------- | ------ | ------ |
| 1992-1993       | Manchester Utd  | PL              | 0          | 0          | FACup+CdL       | 0               | 0               | CU                 | 1                  | 0                  | -              | -           | -           | 1      | 0      |
| 1993-1994       | Manchester Utd  | PL              | 1          | 0          | FACup+CdL       | 0               | 0               | UCL                | 1                  | 0                  | CS             | 0           | 0           | 2      | 0      |
| 1994-1995       | Manchester Utd  | PL              | 18         | 0          | FACup+CdL       | 4+3             | 0               | UCL                | 2                  | 0                  | CS             | 0           | 0           | 27     | 0      |
| 1995-1996       | Manchester Utd  | PL              | 31         | 0          | FACup+CdL       | 6+1             | 0               | CU                 | 1                  | 0                  | -              | -           | -           | 39     | 0      |
| 1996-1997       | Manchester Utd  | PL              | 31         | 1          | FACup+CdL       | 3+1             | 0               | UCL                | 10                 | 0                  | CS             | 1           | 0           | 46     | 1      |
| 1997-1998       | Manchester Utd  | PL              | 34         | 0          | FACup+CdL       | 3+0             | 0               | UCL                | 8                  | 0                  | CS             | 0           | 0           | 45     | 0      |
| 1998-1999       | Manchester Utd  | PL              | 34         | 1          | FACup+CdL       | 7+0             | 0               | UCL                | 12                 | 0                  | CS             | 1           | 0           | 54     | 1      |
| 1999-2000       | Manchester Utd  | PL              | 22         | 0          | FACup+CdL       | 0               | 0               | UCL                | 9                  | 0                  | CS+SU+CInt+Cmc | 0+1+1+2     | 0           | 35     | 0      |
| 2000-2001       | Manchester Utd  | PL              | 32         | 1          | FACup+CdL       | 2+0             | 0               | UCL                | 14                 | 0                  | CS             | 1           | 0           | 49     | 1      |
| 2001-2002       | Manchester Utd  | PL              | 34         | 0          | FACup+CdL       | 2+0             | 0               | UCL                | 14                 | 0                  | CS             | 1           | 0           | 51     | 0      |
| 2002-2003       | Manchester Utd  | PL              | 26         | 0          | FACup+CdL       | 3+5             | 0               | UCL                | 10                 | 1                  | -              | -           | -           | 44     | 1      |
| 2003-2004       | Manchester Utd  | PL              | 30         | 2          | FACup+CdL       | 4+1             | 0               | UCL                | 7                  | 0                  | CS             | 0           | 0           | 42     | 2      |
| 2004-2005       | Manchester Utd  | PL              | 22         | 0          | FACup+CdL       | 4+1             | 0               | UCL                | 7                  | 1                  | CS             | 1           | 0           | 35     | 1      |
| 2005-2006       | Manchester Utd  | PL              | 25         | 0          | FACup+CdL       | 3+5             | 0               | UCL                | 4                  | 0                  | -              | -           | -           | 37     | 0      |
| 2006-2007       | Manchester Utd  | PL              | 24         | 0          | FACup+CdL       | 3+0             | 0               | UCL                | 6                  | 0                  | -              | -           | -           | 33     | 0      |
| 2007-2008       | Manchester Utd  | PL              | 0          | 0          | FACup+CdL       | 0               | 0               | UCL                | 1                  | 0                  | CS             | 0           | 0           | 1      | 0      |
| 2008-2009       | Manchester Utd  | PL              | 16         | 0          | FACup+CdL       | 2+3             | 0               | UCL                | 4                  | 0                  | CS+SU+Cmc      | 1+1+2       | 0           | 29     | 0      |
| 2009-2010       | Manchester Utd  | PL              | 17         | 0          | FACup+CdL       | 1+4             | 0               | UCL                | 6                  | 0                  | CS             | 0           | 0           | 29     | 0      |
| 2010-2011       | Manchester Utd  | PL              | 3          | 0          | FACup+CdL       | 0+1             | 0               | UCL                | 0                  | 0                  | CS             | 0           | 0           | 4      | 0      |
| Totale carriera | Totale carriera | Totale carriera | 400        | 5          |                 | 72              | 0               |                    | 117                | 2                  |                | 13          | 0           | 602    | 7      |

### Cronologia presenze e reti in nazionale
| Cronologia completa delle presenze e delle reti in nazionale ― Inghilterra | Cronologia completa delle presenze e delle reti in nazionale ― Inghilterra | Cronologia completa delle presenze e delle reti in nazionale ― Inghilterra | Cronologia completa delle presenze e delle reti in nazionale ― Inghilterra | Cronologia completa delle presenze e delle reti in nazionale ― Inghilterra | Cronologia completa delle presenze e delle reti in nazionale ― Inghilterra | Cronologia completa delle presenze e delle reti in nazionale ― Inghilterra | Cronologia completa delle presenze e delle reti in nazionale ― Inghilterra |
| Data                                                                       | Città                                                                      | In casa                                                                    | Risultato                                                                  | Ospiti                                                                     | Competizione                                                               | Reti                                                                       | Note                                                                       |
| -------------------------------------------------------------------------- | -------------------------------------------------------------------------- | -------------------------------------------------------------------------- | -------------------------------------------------------------------------- | -------------------------------------------------------------------------- | -------------------------------------------------------------------------- | -------------------------------------------------------------------------- | -------------------------------------------------------------------------- |
| 3-6-1995                                                                   | Londra                                                                     | Inghilterra                                                                | 2 – 1                                                                      | Giappone                                                                   | Amichevole                                                                 | -                                                                          |                                                                            |
| 11-6-1995                                                                  | Londra                                                                     | Inghilterra                                                                | 1 – 3                                                                      | Brasile                                                                    | Amichevole                                                                 | -                                                                          |                                                                            |
| 6-7-1995                                                                   | Londra                                                                     | Inghilterra                                                                | 0 – 0                                                                      | Colombia                                                                   | Amichevole                                                                 | -                                                                          |                                                                            |
| 11-10-1995                                                                 | Oslo                                                                       | Norvegia                                                                   | 0 – 0                                                                      | Inghilterra                                                                | Amichevole                                                                 | -                                                                          |                                                                            |
| 15-11-1995                                                                 | Londra                                                                     | Inghilterra                                                                | 3 – 1                                                                      | Svizzera                                                                   | Amichevole                                                                 | -                                                                          |                                                                            |
| 12-12-1995                                                                 | Londra                                                                     | Inghilterra                                                                | 1 – 1                                                                      | Portogallo                                                                 | Amichevole                                                                 | -                                                                          |                                                                            |
| 27-3-1996                                                                  | Londra                                                                     | Inghilterra                                                                | 1 – 0                                                                      | Bulgaria                                                                   | Amichevole                                                                 | -                                                                          |                                                                            |
| 24-4-1996                                                                  | Londra                                                                     | Inghilterra                                                                | 0 – 0                                                                      | Croazia                                                                    | Amichevole                                                                 | -                                                                          |                                                                            |
| 18-5-1996                                                                  | Londra                                                                     | Inghilterra                                                                | 3 – 0                                                                      | Ungheria                                                                   | Amichevole                                                                 | -                                                                          |                                                                            |
| 23-5-1996                                                                  | Pechino                                                                    | Cina                                                                       | 0 – 3                                                                      | Inghilterra                                                                | Amichevole                                                                 | -                                                                          |                                                                            |
| 8-6-1996                                                                   | Londra                                                                     | Inghilterra                                                                | 1 – 1                                                                      | Svizzera                                                                   | Euro 1996 - 1º turno                                                       | -                                                                          | 25’                                                                        |
| 15-6-1996                                                                  | Londra                                                                     | Inghilterra                                                                | 2 – 0                                                                      | Scozia                                                                     | Euro 1996 - 1º turno                                                       | -                                                                          |                                                                            |
| 18-6-1996                                                                  | Londra                                                                     | Inghilterra                                                                | 4 – 1                                                                      | Paesi Bassi                                                                | Euro 1996 - 1º turno                                                       | -                                                                          |                                                                            |
| 22-6-1996                                                                  | Londra                                                                     | Inghilterra                                                                | 0 – 0 dts (4 – 2 dtr)                                                      | Spagna                                                                     | Euro 1996 - Quarti di finale                                               | -                                                                          | 48’                                                                        |
| 1-9-1996                                                                   | Chișinău                                                                   | Moldavia                                                                   | 0 – 3                                                                      | Inghilterra                                                                | Qual. Mondiali 1998                                                        | -                                                                          |                                                                            |
| 9-10-1996                                                                  | Londra                                                                     | Inghilterra                                                                | 2 – 1                                                                      | Polonia                                                                    | Qual. Mondiali 1998                                                        | -                                                                          |                                                                            |
| 12-2-1997                                                                  | Londra                                                                     | Inghilterra                                                                | 0 – 1                                                                      | Italia                                                                     | Qual. Mondiali 1998                                                        | -                                                                          |                                                                            |
| 30-4-1997                                                                  | Londra                                                                     | Inghilterra                                                                | 2 – 0                                                                      | Georgia                                                                    | Qual. Mondiali 1998                                                        | -                                                                          |                                                                            |
| 31-5-1997                                                                  | Chorzów                                                                    | Polonia                                                                    | 0 – 2                                                                      | Inghilterra                                                                | Qual. Mondiali 1998                                                        | -                                                                          |                                                                            |
| 4-6-1997                                                                   | Nantes                                                                     | Italia                                                                     | 0 – 2                                                                      | Inghilterra                                                                | Amichevole                                                                 | -                                                                          | 46’                                                                        |
| 7-6-1997                                                                   | Montpellier                                                                | Francia                                                                    | 0 – 1                                                                      | Inghilterra                                                                | Amichevole                                                                 | -                                                                          |                                                                            |
| 10-6-1997                                                                  | Parigi                                                                     | Inghilterra                                                                | 0 – 1                                                                      | Brasile                                                                    | Amichevole                                                                 | -                                                                          | 19’                                                                        |
| 10-9-1997                                                                  | Londra                                                                     | Inghilterra                                                                | 4 – 0                                                                      | Moldavia                                                                   | Qual. Mondiali 1998                                                        | -                                                                          |                                                                            |
| 11-2-1998                                                                  | Londra                                                                     | Inghilterra                                                                | 0 – 2                                                                      | Cile                                                                       | Amichevole                                                                 | -                                                                          |                                                                            |
| 22-4-1998                                                                  | Londra                                                                     | Inghilterra                                                                | 3 – 0                                                                      | Portogallo                                                                 | Amichevole                                                                 | -                                                                          | 81’                                                                        |
| 23-5-1998                                                                  | Londra                                                                     | Inghilterra                                                                | 0 – 0                                                                      | Arabia Saudita                                                             | Amichevole                                                                 | -                                                                          |                                                                            |
| 29-5-1998                                                                  | Casablanca                                                                 | Belgio                                                                     | 0 – 0 dts (4 – 3 dtr)                                                      | Inghilterra                                                                | Amichevole                                                                 | -                                                                          | 46’                                                                        |
| 22-6-1998                                                                  | Tolosa                                                                     | Romania                                                                    | 2 – 1                                                                      | Inghilterra                                                                | Mondiali 1998 - 1º turno                                                   | -                                                                          |                                                                            |
| 26-6-1998                                                                  | Lens                                                                       | Colombia                                                                   | 0 – 2                                                                      | Inghilterra                                                                | Mondiali 1998 - 1º turno                                                   | -                                                                          |                                                                            |
| 30-6-1998                                                                  | Saint-Étienne                                                              | Argentina                                                                  | 2 – 2 dts (3 – 2 dtr)                                                      | Inghilterra                                                                | Mondiali 1998 - Ottavi di finale                                           | -                                                                          |                                                                            |
| 10-10-1998                                                                 | Londra                                                                     | Inghilterra                                                                | 0 – 0                                                                      | Bulgaria                                                                   | Qual. Euro 2000                                                            | -                                                                          |                                                                            |
| 27-3-1999                                                                  | Londra                                                                     | Inghilterra                                                                | 3 – 1                                                                      | Polonia                                                                    | Qual. Euro 2000                                                            | -                                                                          |                                                                            |
| 4-9-1999                                                                   | Londra                                                                     | Inghilterra                                                                | 6 – 0                                                                      | Lussemburgo                                                                | Qual. Euro 2000                                                            | -                                                                          | 46’                                                                        |
| 8-9-1999                                                                   | Varsavia                                                                   | Polonia                                                                    | 0 – 0                                                                      | Inghilterra                                                                | Qual. Euro 2000                                                            | -                                                                          | 12’                                                                        |
| 27-5-2000                                                                  | Londra                                                                     | Inghilterra                                                                | 1 – 1                                                                      | Brasile                                                                    | Amichevole                                                                 | -                                                                          |                                                                            |
| 3-6-2000                                                                   | Ta' Qali                                                                   | Malta                                                                      | 1 – 2                                                                      | Inghilterra                                                                | Amichevole                                                                 | -                                                                          |                                                                            |
| 12-6-2000                                                                  | Eindhoven                                                                  | Portogallo                                                                 | 3 – 2                                                                      | Inghilterra                                                                | Euro 2000 - 1º turno                                                       | -                                                                          |                                                                            |
| 17-6-2000                                                                  | Charleroi                                                                  | Germania                                                                   | 0 – 1                                                                      | Inghilterra                                                                | Euro 2000 - 1º turno                                                       | -                                                                          |                                                                            |
| 20-6-2000                                                                  | Charleroi                                                                  | Romania                                                                    | 3 – 2                                                                      | Inghilterra                                                                | Euro 2000 - 1º turno                                                       | -                                                                          |                                                                            |
| 7-10-2000                                                                  | Londra                                                                     | Inghilterra                                                                | 0 – 1                                                                      | Germania                                                                   | Qual. Mondiali 2002                                                        | -                                                                          | 46’                                                                        |
| 15-11-2000                                                                 | Torino                                                                     | Italia                                                                     | 1 – 0                                                                      | Inghilterra                                                                | Amichevole                                                                 | -                                                                          |                                                                            |
| 28-2-2001                                                                  | Birmingham                                                                 | Inghilterra                                                                | 3 – 0                                                                      | Spagna                                                                     | Amichevole                                                                 | -                                                                          | 78’                                                                        |
| 24-3-2001                                                                  | Liverpool                                                                  | Inghilterra                                                                | 2 – 1                                                                      | Finlandia                                                                  | Qual. Mondiali 2002                                                        | -                                                                          |                                                                            |
| 28-3-2001                                                                  | Tirana                                                                     | Albania                                                                    | 1 – 3                                                                      | Inghilterra                                                                | Qual. Mondiali 2002                                                        | -                                                                          | 82’                                                                        |
| 15-8-2001                                                                  | Londra                                                                     | Inghilterra                                                                | 0 – 2                                                                      | Paesi Bassi                                                                | Amichevole                                                                 | -                                                                          | 46’                                                                        |
| 1-9-2001                                                                   | Monaco di Baviera                                                          | Germania                                                                   | 1 – 5                                                                      | Inghilterra                                                                | Qual. Mondiali 2002                                                        | -                                                                          |                                                                            |
| 5-9-2001                                                                   | Newcastle                                                                  | Inghilterra                                                                | 2 – 0                                                                      | Albania                                                                    | Qual. Mondiali 2002                                                        | -                                                                          |                                                                            |
| 6-10-2001                                                                  | Manchester                                                                 | Inghilterra                                                                | 2 – 2                                                                      | Grecia                                                                     | Qual. Mondiali 2002                                                        | -                                                                          |                                                                            |
| 10-11-2001                                                                 | Manchester                                                                 | Inghilterra                                                                | 1 – 1                                                                      | Svezia                                                                     | Amichevole                                                                 | -                                                                          | 58’                                                                        |
| 13-2-2002                                                                  | Amsterdam                                                                  | Paesi Bassi                                                                | 1 – 1                                                                      | Inghilterra                                                                | Amichevole                                                                 | -                                                                          | 78’                                                                        |
| 27-3-2002                                                                  | Leeds                                                                      | Inghilterra                                                                | 1 – 2                                                                      | Italia                                                                     | Amichevole                                                                 | -                                                                          | 87’                                                                        |
| 17-4-2002                                                                  | Liverpool                                                                  | Inghilterra                                                                | 4 – 0                                                                      | Paraguay                                                                   | Amichevole                                                                 | -                                                                          | 69’                                                                        |
| 12-10-2002                                                                 | Bratislava                                                                 | Slovacchia                                                                 | 1 – 2                                                                      | Inghilterra                                                                | Qual. Euro 2004                                                            | -                                                                          |                                                                            |
| 16-10-2002                                                                 | Southampton                                                                | Inghilterra                                                                | 2 – 2                                                                      | Macedonia                                                                  | Qual. Euro 2004                                                            | -                                                                          |                                                                            |
| 12-2-2003                                                                  | Londra                                                                     | Inghilterra                                                                | 1 – 3                                                                      | Australia                                                                  | Amichevole                                                                 | -                                                                          | 46’                                                                        |
| 29-3-2003                                                                  | Vaduz                                                                      | Liechtenstein                                                              | 0 – 2                                                                      | Inghilterra                                                                | Qual. Euro 2004                                                            | -                                                                          |                                                                            |
| 2-4-2003                                                                   | Sunderland                                                                 | Inghilterra                                                                | 2 – 0                                                                      | Turchia                                                                    | Qual. Euro 2004                                                            | -                                                                          |                                                                            |
| 6-9-2003                                                                   | Skopje                                                                     | Macedonia                                                                  | 1 – 2                                                                      | Inghilterra                                                                | Qual. Euro 2004                                                            | -                                                                          |                                                                            |
| 10-9-2003                                                                  | Manchester                                                                 | Inghilterra                                                                | 2 – 0                                                                      | Liechtenstein                                                              | Qual. Euro 2004                                                            | -                                                                          |                                                                            |
| 11-10-2003                                                                 | Istanbul                                                                   | Turchia                                                                    | 0 – 0                                                                      | Inghilterra                                                                | Qual. Euro 2004                                                            | -                                                                          |                                                                            |
| 16-11-2003                                                                 | Manchester                                                                 | Inghilterra                                                                | 2 – 3                                                                      | Danimarca                                                                  | Amichevole                                                                 | -                                                                          | 16’                                                                        |
| 1-6-2004                                                                   | Manchester                                                                 | Inghilterra                                                                | 1 – 1                                                                      | Giappone                                                                   | Amichevole                                                                 | -                                                                          | 86’                                                                        |
| 5-6-2004                                                                   | Manchester                                                                 | Inghilterra                                                                | 6 – 1                                                                      | Islanda                                                                    | Amichevole                                                                 | -                                                                          | 46’                                                                        |
| 13-6-2004                                                                  | Lisbona                                                                    | Francia                                                                    | 2 – 1                                                                      | Inghilterra                                                                | Euro 2004 - 1º turno                                                       | -                                                                          |                                                                            |
| 17-6-2004                                                                  | Coimbra                                                                    | Svizzera                                                                   | 0 – 3                                                                      | Inghilterra                                                                | Euro 2004 - 1º turno                                                       | -                                                                          |                                                                            |
| 21-6-2004                                                                  | Lisbona                                                                    | Croazia                                                                    | 2 – 4                                                                      | Inghilterra                                                                | Euro 2004 - 1º turno                                                       | -                                                                          |                                                                            |
| 24-6-2004                                                                  | Lisbona                                                                    | Portogallo                                                                 | 2 – 2 dts (6 – 5 dtr)                                                      | Inghilterra                                                                | Euro 2004 - Quarti di finale                                               | -                                                                          | 44’                                                                        |
| 18-8-2004                                                                  | Newcastle                                                                  | Inghilterra                                                                | 3 – 0                                                                      | Ucraina                                                                    | Amichevole                                                                 | -                                                                          | 46’                                                                        |
| 4-9-2004                                                                   | Vienna                                                                     | Austria                                                                    | 2 – 2                                                                      | Inghilterra                                                                | Qual. Mondiali 2006                                                        | -                                                                          |                                                                            |
| 8-9-2004                                                                   | Chorzów                                                                    | Polonia                                                                    | 1 – 2                                                                      | Inghilterra                                                                | Qual. Mondiali 2006                                                        | -                                                                          | 32’                                                                        |
| 9-10-2004                                                                  | Manchester                                                                 | Inghilterra                                                                | 2 – 0                                                                      | Galles                                                                     | Qual. Mondiali 2006                                                        | -                                                                          |                                                                            |
| 13-10-2004                                                                 | Baku                                                                       | Azerbaigian                                                                | 0 – 1                                                                      | Inghilterra                                                                | Qual. Mondiali 2006                                                        | -                                                                          |                                                                            |
| 17-11-2004                                                                 | Madrid                                                                     | Spagna                                                                     | 1 – 0                                                                      | Inghilterra                                                                | Amichevole                                                                 | -                                                                          |                                                                            |
| 9-2-2005                                                                   | Birmingham                                                                 | Inghilterra                                                                | 0 – 0                                                                      | Paesi Bassi                                                                | Amichevole                                                                 | -                                                                          |                                                                            |
| 26-3-2005                                                                  | Manchester                                                                 | Inghilterra                                                                | 4 – 0                                                                      | Irlanda del Nord                                                           | Qual. Mondiali 2006                                                        | -                                                                          |                                                                            |
| 30-3-2005                                                                  | Newcastle                                                                  | Inghilterra                                                                | 2 – 0                                                                      | Azerbaigian                                                                | Qual. Mondiali 2006                                                        | -                                                                          |                                                                            |
| 17-8-2005                                                                  | Copenaghen                                                                 | Danimarca                                                                  | 4 – 1                                                                      | Inghilterra                                                                | Amichevole                                                                 | -                                                                          | 46’                                                                        |
| 1-3-2006                                                                   | Liverpool                                                                  | Inghilterra                                                                | 2 – 1                                                                      | Uruguay                                                                    | Amichevole                                                                 | -                                                                          |                                                                            |
| 30-5-2006                                                                  | Manchester                                                                 | Inghilterra                                                                | 3 – 1                                                                      | Ungheria                                                                   | Amichevole                                                                 | -                                                                          | 46’                                                                        |
| 10-6-2006                                                                  | Francoforte sul Meno                                                       | Inghilterra                                                                | 1 – 0                                                                      | Paraguay                                                                   | Mondiali 2006 - 1º Turno                                                   | -                                                                          |                                                                            |
| 1-7-2006                                                                   | Gelsenkirchen                                                              | Inghilterra                                                                | 0 – 0 dts (1 – 3 dtr)                                                      | Portogallo                                                                 | Mondiali 2006 - Quarti di finale                                           | -                                                                          |                                                                            |
| 16-8-2006                                                                  | Manchester                                                                 | Inghilterra                                                                | 4 – 0                                                                      | Grecia                                                                     | Amichevole                                                                 | -                                                                          | 78’                                                                        |
| 7-10-2006                                                                  | Manchester                                                                 | Inghilterra                                                                | 0 – 0                                                                      | Macedonia                                                                  | Qual. Euro 2008                                                            | -                                                                          |                                                                            |
| 11-10-2006                                                                 | Zagabria                                                                   | Croazia                                                                    | 2 – 0                                                                      | Inghilterra                                                                | Qual. Euro 2008                                                            | -                                                                          |                                                                            |
| 7-2-2007                                                                   | Manchester                                                                 | Inghilterra                                                                | 0 – 1                                                                      | Spagna                                                                     | Amichevole                                                                 | -                                                                          | 64’                                                                        |
| Totale                                                                     |                                                                            | Presenze (13º posto)                                                       | 85                                                                         |                                                                            | Reti                                                                       | 0                                                                          |                                                                            |

### Statistiche da allenatore
Statistiche aggiornate al 20 marzo 2016.
| Stagione        | Squadra         | Campionato      | Campionato | Campionato | Campionato | Campionato | Coppe nazionali | Coppe nazionali | Coppe nazionali | Coppe nazionali | Coppe nazionali | Coppe continentali | Coppe continentali | Coppe continentali | Coppe continentali | Coppe continentali | Altre coppe | Altre coppe | Altre coppe | Altre coppe | Altre coppe | Totale | Totale | Totale | Totale | % Vittorie |
| Stagione        | Squadra         | Comp            | G          | V          | N          | P          | Comp            | G               | V               | N               | P               | Comp               | G                  | V                  | N                  | P                  | Comp        | G           | V           | N           | P           | G      | V      | N      | P      | %          |
| --------------- | --------------- | --------------- | ---------- | ---------- | ---------- | ---------- | --------------- | --------------- | --------------- | --------------- | --------------- | ------------------ | ------------------ | ------------------ | ------------------ | ------------------ | ----------- | ----------- | ----------- | ----------- | ----------- | ------ | ------ | ------ | ------ | ---------- |
| 2015-2016       | Valencia        | PD              | 16         | 3          | 5          | 8          | CR              | 7               | 4               | 2               | 1               | UCL+UEL            | 1+4                | 0+3                | 0+0                | 1+1                | -           | -           | -           | -           | -           | 28     | 10     | 7      | 11     | 35,71      |
| Totale carriera | Totale carriera | Totale carriera | 16         | 3          | 5          | 8          |                 | 7               | 4               | 2               | 1               |                    | 5                  | 3                  | 0                  | 2                  |             | -           | -           | -           | -           | 28     | 10     | 7      | 11     | 35,71      |

## Palmarès

### Giocatore

#### Club

##### Competizioni nazionali
- Campionato inglese: 12

Manchester Utd: 1992-1993, 1993-1994, 1995-1996, 1996-1997, 1998-1999, 1999-2000, 2000-2001, 2002-2003, 2006-2007, 2007-2008, 2008-2009, 2010-2011
- Coppa d'Inghilterra: 4

Manchester Utd: 1993-1994, 1995-1996, 1998-1999, 2003-2004
- Charity/Community Shield: 8

Manchester Utd: 1993, 1994, 1996, 1997, 2003, 2007, 2008, 2010
- Coppa di Lega inglese: 3

Manchester Utd: 2005-2006, 2008-2009, 2009-2010

##### Competizioni internazionali
- UEFA Champions League: 2

Manchester Utd: 1998-1999, 2007-2008
- Coppa Intercontinentale: 1

Manchester Utd: 1999
- Coppa del mondo per club: 1

Manchester Utd: 2008

#### Individuale
- ESM Team of the Year: 1

1997-1998